# NGC 7128
NGC 7128 ist ein junger, galaktischer offener Sternhaufen im Sternbild Schwan mit einer Winkelausdehnung von 4,0' und einer scheinbaren Helligkeit von 9,7 mag. 
Er wurde am 14. Oktober 1787 von William Herschel entdeckt.